# متلألئة جنوبية
متلألئة جنوبية (الاسم العلمي:Luzula meridionalis) هي نوع من النباتات تتبع جنس المتلألئة من الفصيلة الأسلية.